# Centroina sherbrook
Centroina sherbrook là một loài nhện trong họ Lamponidae. Loài này được phát hiện ở Victoria.